# David Rosen
David Rosen (ur. 1951) – rabin, w latach 1979–1985 naczelny rabin Irlandii. W latach 2005–2009 był prezesem Międzynarodowego Żydowskiego Komitetu do Spraw Międzyreligijnych, która reprezentuje Żydów w relacjach z innymi religiami świata. Rabbi David Rosen jest od wielu lat wegetarianinem.